# Milwaukee Bucks 2002-2003
La stagione 2002-03 dei Milwaukee Bucks fu la 35ª nella NBA per la franchigia.
I Milwaukee Bucks arrivarono quarti nella Central Division della Eastern Conference con un record di 42-40. Nei play-off persero al primo turno con i New Jersey Nets (4-2).

## Roster
| N° | Naz.                   | Ruolo | Sportivo       | Anno | Alt. | Peso |
| -- | ---------------------- | ----- | -------------- | ---- | ---- | ---- |
| 5  | Stati Uniti (bandiera) | A     | Tim Thomas     | 1977 | 208  | 104  |
| 6  | Stati Uniti (bandiera) | C     | Joel Przybilla | 1979 | 216  | 118  |
| 7  | Croazia (bandiera)     | A     | Toni Kukoč     | 1968 | 208  | 87   |
| 8  | Stati Uniti (bandiera) | G     | Kevin Ollie    | 1972 | 193  | 88   |
| 10 | Stati Uniti (bandiera) | G     | Sam Cassell    | 1969 | 191  | 84   |
| 12 | Stati Uniti (bandiera) | A     | Marcus Haislip | 1980 | 208  | 104  |
| 15 | Stati Uniti (bandiera) | G     | Ronald Murray  | 1979 | 193  | 86   |
| 17 | Stati Uniti (bandiera) | A     | Anthony Mason  | 1966 | 201  | 113  |
| 20 | Stati Uniti (bandiera) | G     | Gary Payton    | 1968 | 193  | 82   |
| 22 | Stati Uniti (bandiera) | G     | Michael Redd   | 1979 | 198  | 100  |
| 24 | Stati Uniti (bandiera) | A     | Desmond Mason  | 1977 | 201  | 102  |
| 31 | Stati Uniti (bandiera) | AC    | Jamal Sampson  | 1983 | 211  | 107  |
| 34 | Stati Uniti (bandiera) | G     | Ray Allen      | 1975 | 196  | 93   |
| 35 | Stati Uniti (bandiera) | A     | Jason Caffey   | 1973 | 203  | 116  |
| 40 | Stati Uniti (bandiera) | C     | Ervin Johnson  | 1967 | 211  | 111  |
| 50 | Paesi Bassi (bandiera) | C     | Dan Gadzuric   | 1978 | 211  | 109  |

## Staff tecnico
- Allenatore: George Karl
- Vice-allenatori: Ron Adams, Mike McNieve, Don Newman